# Passat simple de l'indicatiu (català)
El passat simple en català és un temps verbal utilitzat per a expressar accions passades, però és generalment d'ús poc corrent (excepte a València i als seus voltants) i considerat un temps propi de la narració literària o de descripcions enciclopèdiques. Això li dona un caire erudit o, si més no, un grau de formalitat més elevat que de costum. La situació es pot comparar amb la del francès, on el passat simple ha adquirit un rol literari, igual que en català.
Per al mateix ús del Passat Simple es prefereix, en efecte, el perifràstic de l'Indicatiu. Tot i això, cal remarcar que en algunes variants dialectals del català (valencià central, per exemple), és comú usar el passat simple en comptes del perifràstic o se'n fa un ús indistint mentre que a alguns altres indrets del País Valencià i de les Balears pot subsistir de manera fluctuant.

## Els valors del passat simple
El passat simple es fa servir per a referir-se a un fet o una acció realitzats en un moment del passat i dins d'un període temporal que ja s'ha donat per acabat.
El lladre entrà a casa nostra però no s'endugué res de valor sentimental.
Podem dir que el passat simple i perifràstic tenen tots dos el mateix valor, és a dir, s'usen per a accions realitzades en un moment del passat i que s'han donat per acabades. Tanmateix, la utilització del passat simple ha estat reduït pel que fa al seu usatge i gairebé no es fa servir a la major part de la població catalanòfona. El seu ús queda reglat a narracions literàries o a descripcions enciclopèdiques. Això li dona un caràcter erudit i per aquest motiu s'acostuma a reservar per al camp de la poesia, etc.
L'home sentí una veu.
Era -digué- veu del Senyor,
Se sotmeté a la demanda
i portà el fill a l'holocaust.
 (Josep Enric Dallerès, Vuitanta-dos dies d'octubre)
Tot i que el perifràstic i el passat simple tinguin el mateix valor, no seria correcte utilitzar-los tots dos en una mateixa frase i, fins i tot, en un mateix text.
El Consell de Govern va aprovar el pressupost i rebutjà les esmenes presentades (incorrecte)
El Consell de Govern va aprovar el pressupost i va rebutjar les esmenes presentades (correcte)
El Consell de Govern aprovà el pressupost i rebutjà les esmenes presentades (correcte)
En l'àmbit lingüístic català, o sigui, en els territoris de parla catalana, majoritàriament, es fa servir el perifràstic en lloc del passat simple, però, en canvi, en parts, per exemple, del territori valencià és d'ús comú emprar el passat simple en comptes del perifràstic en tots els contexts, és a dir, parlats i escrits, formals o informals. No debades, fins i tot en aquests casos, el perifràstic ha pres cada volta més rellevància i avui es tendeix a abandonar el passat simple.

## Formació del passat simple

### Els verbs regulars
| Persona      | 1a conj. -AR | 2a conj. -RE o -ER | 3a conj. (purs i incoatius) |
| ------------ | ------------ | ------------------ | --------------------------- |
| Jo           | -í           | -í                 | -í                          |
| Tu           | -ares        | -eres              | -ires                       |
| Ell / Ella   | -à           | -é                 | -í                          |
| Nosaltres    | -àrem        | -érem              | -írem                       |
| Vosaltres    | -àreu        | -éreu              | -íreu                       |
| Ells / Elles | -aren        | -eren              | -iren                       |

El resultat final dona la regularitat següent:
| Persona      | Jugar   | Perdre   | Servir   |
| ------------ | ------- | -------- | -------- |
| Jo           | Juguí   | Perdí    | Serví    |
| Tu           | Jugares | Perderes | Servires |
| Ell / Ella   | Jugà    | Perdé    | Serví    |
| Nosaltres    | Jugàrem | Perdérem | Servírem |
| Vosaltres    | Jugàreu | Perdéreu | Servíreu |
| Ells / Elles | Jugaren | Perderen | Serviren |

### Els verbs irregulars
Les irregularitats en català es presenten, majoritàriament, en:
- el morfema o la desinència verbal (envi-ar)
- el lexema verbal o radical verbal (beu-re)

Però també hi ha verbs que presenten irregularitats tant en el lexema com en el morfema. De forma general,
- els verbs de la 2a i 3a conjugació que no tenen una -o final a la 1a persona singular del present d'indicatiu afegeixen al lexema, per regla general, un so velar representat per -c, -g o -gu (conegueren, vinguérem, tinguérem, etc)
- el verb viure presenta irregularitat en si mateix (visqueren, etc)
- els verbs acabats en -ldre i -ndre intercalen d'una -d eufònica (comprengué, molgué, etc)
- en consonància amb l'acceptació de dos infinitius per al verb caler, valer i caber, s'accepta l'alteració al passat simple (calgué, valgué, etc)

D'altra banda, cal tenir present que els verbs fer, ser i veure són irregulars en ells mateixos, sigui a les formes de català central, com a les formes valencianes.
- fiu, feres, feu, férem, féreu, feren
- fui o fon, fores, fou o fon, fórem, fóreu, foren
- viu, veres o veieres, véu o veié, vérem o veiérem, véreu o veiereu, veren o veieren